# Quartiere Villa Desideri
Il quartiere Villa Desideri è un quartiere della cittadina di Marino, in provincia di Roma, nell'area dei Castelli Romani.

## Storia

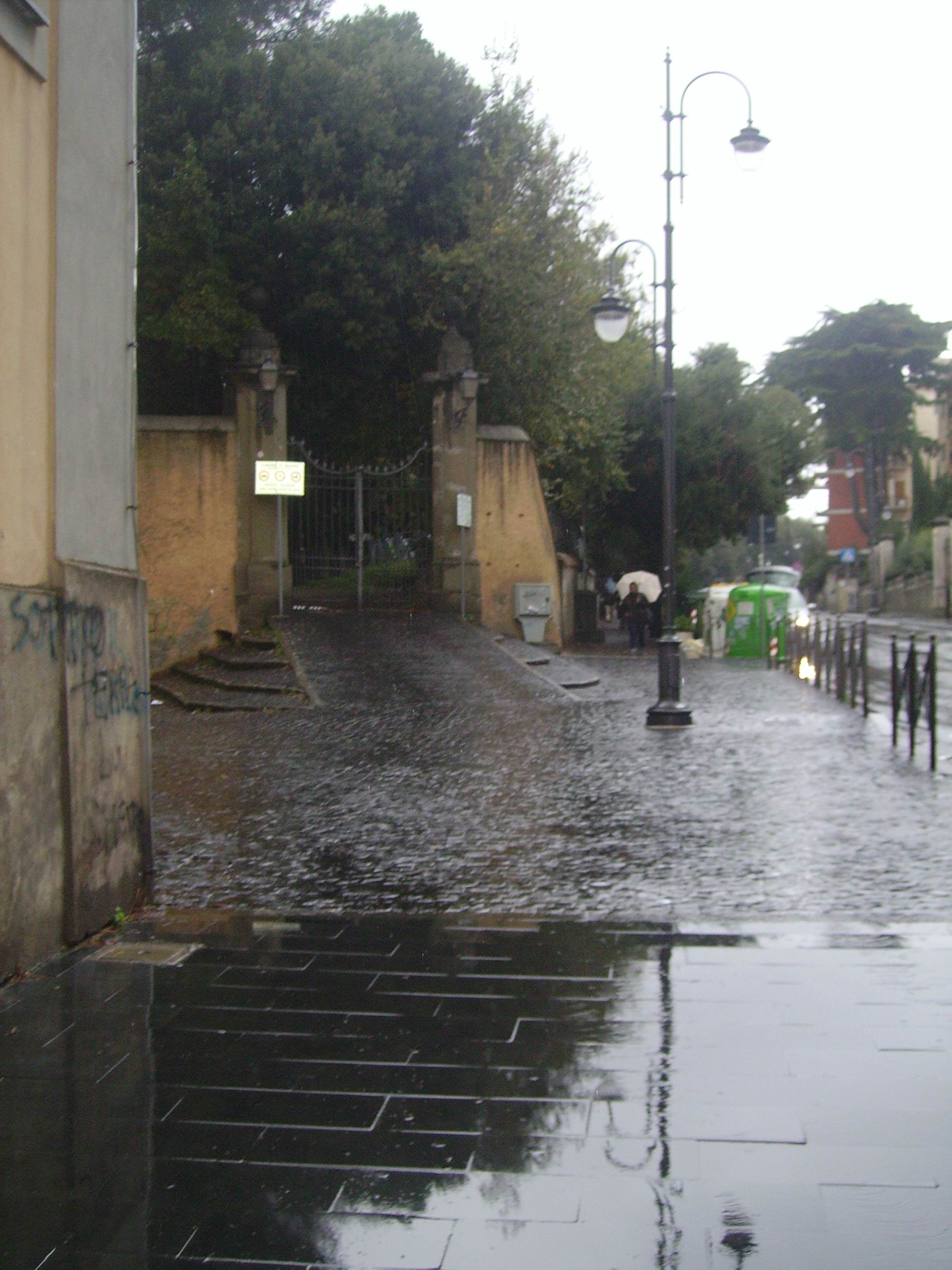
Cancello di Villa Desideri su corso Vittoria Colonna.

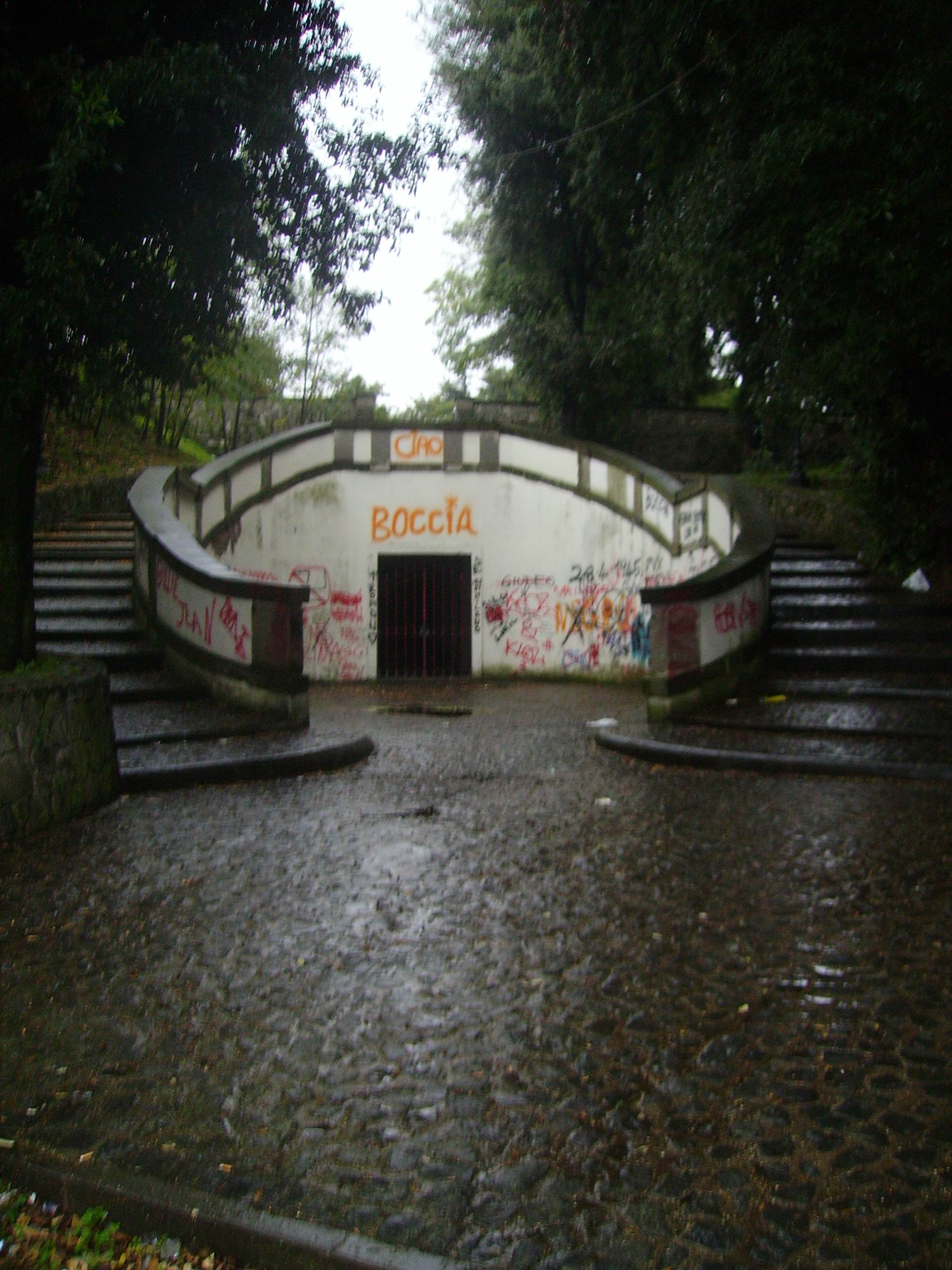
La scalinata dell'esedra di Villa Desideri.

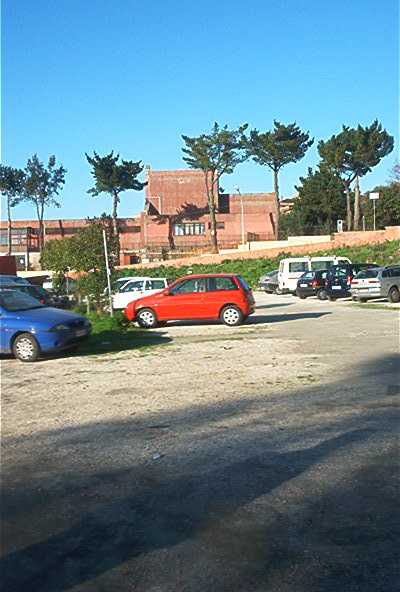
Piazza Ungaretti prima della riqualificazione del 2009 ed il plesso dell'istituto comprensivo "Marcantonio Colonna".

Nel 1975 la società "La Moderna", subentrata ai Desideri nella proprietà di Villa Desideri -ormai decaduta residenza dei Colonna-, si accordò con il Comune di Marino perché, a fronte della cessione al Comune di una parte della villa come parco pubblico, il Comune concedesse alla società l'edificabilità dell'altra parte.
Iniziò così la costruzione del vasto quartiere residenziale, la cui strada principale è via Marcantonio Colonna, una larga strada alberata con andamento a "D", su cui affacciano le palazzine. I costruttori si impegnarono anche a costruire un plesso scolastico nel quartiere, l'attuale sede centrale dell'istituto comprensivo statale "Marcantonio Colonna". Completato il nucleo centrale, l'urbanizzazione di altre aree della zona proseguì spedita, lungo via Arturo Reali, via degli Scozzesi, via Girolamo Torquati, via Aldo Gargano, e prosegue ancora oggi, a volte in modo sovrabbondante. Il carattere generale del quartiere rimase comunque quello di un'area residenziale dotata di servizi e infrastrutture.
Ma non tutto venne da sé. Di fronte all'abbandono della cura del quartiere, i residenti si organizzarono in un Comitato di quartiere, costituitosi con assemblea pubblica il 22 novembre 1992 sotto la presidenza del suo principale promotore, Franco Flamini. Il Comitato di quartiere Villa Desideri ottenne il potenziamento dell'illuminazione stradale, l'asfaltatura delle strade, il coinvolgimento del nuovo quartiere a pieno titolo nel tessuto sociale del centro di Marino.

## Monumenti e luoghi d'interesse

### Architetture religiose

#### Chiesa della Santissima Trinità
Questa chiesa venne costruita nel 1635-1636 dalla congregazione dei Chierici Regolari Minori ai limiti dell'abitato di allora. I religiosi appena installatisi a Marino promossero il culto del Santissimo Crocifisso di Marino, un'immagine considerata miracolosa che fu traslata nella nuova chiesa della Trinità nel 1637. Il convento e la chiesa nel 1835 furono assegnati alla Congregazione dei Padri della Dottrina Cristiana, che li mantennero fino all'emanazione delle leggi italiane postunitarie di soppressione degli ordini religiosi e di eversione dell'asse ecclesiastico.
La chiesa diventò di proprietà comunale. È stata elevata in parrocchia nel 1985.

#### Edicole sacre
- Edicola della Madonna di Fátima. Recente immagina collocata in via Girolamo Torquati.[4]

### Architetture civili

#### Villa Desideri
Villa Desideri, ovvero la Villa Colonna di Belpoggio -per distinguerla dalla Villa Colonna di Canepina, oggi Villa Colizza, e dalle altre tenute colonnesi nella zona di Marino e Rocca di Papa-, fu fatta costruire da Filippo I Colonna nella prima metà del Seicento, per la moglie Lucrezia Tomacelli. In seguito i Colonna la affittarono, e poi la vendettero, a Marianna di Marsciano, contessa di nobile famiglia umbra, che trasformò la villa da semplice casino di caccia e tenuta agricola a vero e proprio buen retiro neoclassico. I marchesi Desideri acquistarono la villa alla fine dell'Ottocento, e ne mantennero la proprietà fino al secondo dopoguerra -nonostante la villa sia stata completamente distrutta dai bombardamenti aerei angloamericani del 1944, e ricostruita male-.
Dal 1975 una parte della villa è di proprietà comunale -sull'altra venne fatto edificare il moderno quartiere omonimo, come già detto-. Nel 1983 la palazzina della villa è stata restaurata ed ampliata, e vi è stata collocata la Biblioteca comunale "Vittoria Colonna", importante istituzione culturale della zona castellana. All'inizio degli anni Novanta è stato ricostruito il muraglione di cinta della villa su corso Vittoria Colonna, inclusi il monumentale cancello -che sostituisce un cancello ben più modesto- e la fontana a cascata.

## Società

### Tradizioni e folclore
- Festa della rosa (prima domenica di maggio).
- Lumacata (agosto).

### Istituzioni, enti e associazioni
- Comitato di quartiere Villa Desideri

## Cultura

### Scuole
- Asilo nido comunale di via Guglielmo Grassi.
- Sede centrale dell'istituto comprensivo statale "Marcantonio Colonna" (scuola dell'infanzia ed elementare di via Rosa Venerini);
- Istituto "Daniele Manin" (recupero anni scolastici).

## Sport

### Impianti sportivi
- Campo comunale di calcio a 5 di Villa Desideri;
- Palestra polivalente dell'istituto comprensivo statale "Marcantonio Colonna" (via Girolamo Torquati).